# バリー・スタンダー
バリー・スタンダー（Burry Stander、1987年9月16日 - 2013年1月3日）は、南アフリカ共和国、ポート・シェップストーン出身の自転車競技（マウンテンバイクレース）選手。

## 来歴
2005年
- 南アフリカ共和国選手権 ジュニア部門・クロスカントリー(XC)  優勝

2007年
- アフリカ自転車競技選手権大会・XC 優勝

2008年
- 南アフリカ共和国選手権・XC 優勝
- 世界選手権 U23・XC 2位
- 北京オリンピック・XC 15位

2009年
- 世界選手権 U23・XC 優勝
- マウンテンバイクワールドカップ・XC 総合3位

2010年
- 世界選手権 XC 3位
- 世界選手権マウンテンバイクマラソン 3位

2012年
- 南アフリカ共和国選手権・XC 優勝
- マウンテンバイクワールドカップ・XC 総合2位
- ロンドンオリンピック・XC 5位

2013年1月3日、南アフリカ・クワズール・ナタール州のシェリービーチでトレーニング中、タクシーと衝突し死亡した。25歳没。